# Pavel Šu
Pavel Šu, Pavel Šu Gvangči, Šu Gvangči, Xu Guangqi ali Hsü Kuang-ch'i, znan po svojem krstnem imenu kot Pavel (Šu) (latinsko Paulus Siu); * 24. april 1562, † 8. november 1633, je bil kitajski poljedelec, zvezdoznanec, matematik, visok politični uradnik in pisatelj za časa dinastije Ming. Šu je bil tovariš in sodelavec italijanskih jezuitov Mateja Riccija in Sabatina de Ursisa in je pomagal prevajati več klasičnih zahodnih besedil v kitajščino, med katerimi tudi del Evklidovih prvin. Bil je tudi avtor dela Nong Zheng Quan Shu - Popolne razprave o kmetijstvu. Bil je eden od "Treh stebrov kitajskega katolištva". Sedaj mu pripada častni naslov Božji služabnik. Že 15. aprila 2011 je glasnogovornik Svetega sedeža Federico Lombardi najavil poblaženje (beatifikacijo) Pavla Šu Gvangčija.

## Življenjepis

### Ime
Šu Guangči (Xu Guangqi) je polatinjeni mandarinski izgovor (pinjin) kitajskega imena Šu (Xu). Njegovo ime se piše Hsü Kuang-ch‘i po načinu Wade–Giles. Njegovo vljudnostno ime je bilo Zixian, a umetniško ime je bilo Xuanhu. V jezuitskih spominih omenjajo, da je nazadnje uporabljal svoje kitajsko ime v obliki "Siù Hsven Hú".
Pri svojem spreobrnjenju v krščanstvo je dobil krstno ime Pavel (latinsko Paulus). V kitajščini je to uporabljano kot njegovo vljudnostno ime (i.e., Xu Baolu) in jezuiti ga včasih nazivajo "Siù Pao Lò" ali Ciù Paulus. Pogosteje pa ga imenujejo "Doktor Pavel" (latinsko Doctor Paulus; portugalsko Doutor Paulo), "Our Paul" (latinsko noster Paulus), ali "Paul Siu" ali "Ciu".

### Mladost
Šu Gvangči (Xu Guangqi) se je rodil v Šanghaju v Južni Džili v prefekturi Songjang 24. aprila 1562 pod dinastija Ming. Takrat je bil Šanghaj zgolj malo kitajsko utrjeno mestece in sedež okrožja Šanghaj v starem mestnem jedru Šanghaja okoli današnje četrti Yu. Njegova družina, vključno s starejšo in mlajšo sestro, je živela v četrti Tajčing na južnem koncu mesta. Gvangčijeva veja Šujevih ni bila v sorodu s tistimi, ki so opravili cesarski izpit in se pridružili krajevnim učenjakom-uradnikom-plemičem v Šanghaju. Njegov oče Xu Sicheng (died ok. 1607) je osirotel pri petih letih osirotel in na lastne oči videl, da je večina njegove dediščine šla po vodi zaradi napadov japonskih gusarjev in prezadolženih prijateljev v 1550-ih letih.
V času Gvangčijevega rojstva je njegov oče obdeloval dvajset mujev (okrog 1¼ hektarja) južno od mestnega obzidja. Približno polovico tega so porabili za preživljanje družine,, preostanek pa za dopolnitev njegovega dohodka od male trgovine. Ko je bil Gvangči star šest let, je družina prihranila dovolj, da ga je poslala v krajevno šolo. Hagiograf je zapisal, kako so se njegovi sošolci med seboj pogovarjali, da želijo svoje izobraževanje uporabiti za dosego bogastva ali skrivnih moči. Mladenič pa jim je baje svetoval: »Nobena od teh stvari ni vredna truda. Če se želite pogovarjati o tem, kakšen človek želite postati, potem se morate uveljavljati in slediti pot tao. »Vnesite red v državo in med ljudi. Spoštujte pravoverne in razkrinkajte krivoverne. Ne zapravite priložnosti, da bi postali pomembne osebnosti na tem svetu.«  Od leta 1569 do 1573 ga je družina poslala v šolo pri budističnem samostanu Longhua.  Verjetno je bila ta šola posvetna in namenjena revnim dijakom, ki si niso mogli privoščiti zasebnih učiteljev. 
Njegova mama je umrla 8. maja 1592 in v njeno čast je posvetil obredno žalovanje. Ni sicer gotovo, vendar se zdi, da je padel na deželnem izpitu v Pekingu leta 1594, po koncu žalovanja.

### Poklicno delovanje
Leta 1596 se je preselil v Šundžou (zdaj Guiping) v Guangšiju, da bi pomagal njegovemu upravniku Zhao Fengyuju, domačinu iz Šanghaja, ki je leta 1555 opravil izpite za pravnika (juren). Naslednje leto je spomladi odpotoval v Peking in opravil svoj cesarski deželni izpit in postal juren. Zdi se, da je tam ostal za pripravo na cesarski izpit naslednje leto , vendar ni uspel. Nato se je okoli aprila vrnil v Šanghaj in se posvetil študiju vojaških in kmetijskih predmetov. Naslednje leto je študiral pri Cheng Jiasui.

#### Srečanje zMatejem Riccijem
Prvič se je srečal z Matejem Riccijem – sodobnim italijanskim jezuitskim misijonarjem - v Nankingu marca ali aprila 1600. Z njim je sodeloval pri prevajanju več klasičnih zahodnih besedil - predvsem prvega dela Evklidovih prvin - v kitajščino, pa tudi več kitajskih konfucijanskih besedil v latinščino. Riccijev vpliv je privedel do tega, da se je Šu leta 1603 krstil v katoliški Cerkvi. Njegovi potomci so tudi v 21. stoletju ostali kristjani.
Od 1607 do 1610 so Šuja prisilili, da se je umaknil iz javne službe ter se vrnil na svoj dom v Šanghaju. V tem času je delal poskuse z namakalnimi metodami v zahodnem slogu. Poskusil se je tudi s pridelavo sladkega krompirja, bombaža in grma bleščeča kalina (ligustrum lucidum). Še enkrat so ga poklicali med uradništvo, kjer se je povzpel na visok položaj in pozneje postal splošno znan preprosto kot 'minister'. Kljub temu je med službovanjem še naprej eksperimentiral in se učil o novih kmetijskih pridelavah ter spodbujal uporabo vodnega riža na severovzhodu Kitajske. Od 1613 do 1620 je pogostoma obiskoval Tiandžin, kjer je pomagal pri organizaciji samozadostnih vojaških naselij (tun tian).
Leta 1629 so zapiski, ki jih je Šu uspešno prevedel, dvor prepričali, da je smel portugalski kapitan Teixeira-Correa prinesti 10 topov in 4 »odlične obstreljevalce« skozi Kitajsko v prestolnico, da bi dokazal učinkovitost zahodnjaškega topništva. Prejšnja demonstracija leta 1623 je bila katastrofalna, saj je razneslo top, da je ubil enega portugalskega topničarja in tri kitajske opazovalce. Tokrat pa so bili topove preusmerili v Dengzhou (zdaj Penglai) v Šandongu.
Krščanski spreobrnjenec ter Šujev varovanec Ignacij Sun (Juanhua) je bil upravnik v Šandongu ter je tudi sam vneto zagovarjal posodobitev kitajske vojske. Skupaj s kapitanom   Teixeirom in njegovimprevajalcem Tcuzujem, Sun je usposobil svoje čete, da bi zaustavili napredujoče osvajanje Mandžujske Kitajske. Vendar pa jim je Suovo prizanesljivo obravnavanje upora 1632 pod Yudemom in Zhongmingom omogočilo, da so uspešno zavzeli Dengdžou, zasegli topništvo in vzpostavili neodvisno močno postojanko, ki se je sčasoma pridružila Mančujcem. Šujevo posredovanje za pomilostitev ni uspelo; Suna so postavili pred vojaško sodišče in ga usmrtili.
Zavzemal je položaj ministra za obrede ({{lang|zh|禮部 尙 書}), ki je nadzoroval vladne načrte, povezane z omiko, izobraževanjem in zunanjimi zadevami, kakor tudi namestnik velikega tajnika ( 內閣 次 輔), dejansko je torej bil podpredsednik cesarske vlade.

## Smrt in spomin

#### Smrt
Adam Schall je ostal pri Šuju med njegovo zadnjo boleznijo 1633 in nadzoroval vrnitev njegovega trupla njegovi družini v Šanghaj. Tam je bilo javno izpostavljeno v njegovi vili do leta 1641, ko je bilo pokopano »v času stiske«.

#### Grob
Šujev grob je postal in ostal osrednja točka v šanghajskem Šujevem parku na Nandanski cesti (南丹路), ravno južno od Stolnice sv. Ignacija v Šanghaju (Xujiahui Cathedral)

### Obletnice
350-letnica
350-letnico njegove smrti 1983 so javno proslavljali, s slovesnostmi v Šanghaju in z objavo v časniku  
Beijing Review. Glasilo Kitajske komunistične partije Žen Min Žibao je te spominske slovesnosti spodbujalo; to naj bi pomenilo podporo Deng Xiaopingovi politiki odpiranja in posodabljanja Kitajske.
Večina kitajskih obravnav njegovega življenja in dediščine pa se je omejevala zgolj na njegovo željo po znanstvenem, tehnološkem in političnem napredku ter na njegov vpliv na kitajski razvoj; zahodno časopisje pa je večinoma pripisovalo njegov pomen in uspeh njegovemu spreobrnjenju v krščansko-katoliško vero in iz tega izhajajoče učenje, delovanje in življenje..

### Ocena
Jezuiti so lahko uspevali s svojo dejavnostjo na Kitajskem le zaradi kitajskih tovarišev, prijateljev in spreobrnjencev, ki so z njimi sodelovali in celo sovražnikov, ki so se z njimi spopadli. Seveda je bila jezuitova lastna učenost in znanstvena podkovanost pomembna, toda v resnici so dobili le prostor za mizo. Njihovi kitajski spremljevalci so pogovor spremljali kritično.
Pavel Šu Guangči je bil ravno takšen pogovorni tovariš in še veliko več. On je dal pobudo, da je nastala Cerkev v Šanghaju; sodeloval je pri prevajalskih načrtih z Riccijem – (tudi pri Evklidovih prvinah) in je bil pomemben zaščitnik zgodnje Cerkve. Brez Šua ne bi bilo kitajske katoliške Cerkve; zagotovo pa ne take, kot je znana danes.